# Eduardo Maruri
Eduardo Maruri Miranda (Guayaquil, Ecuador 6 de septiembre de 1996) es un empresario ecuatoriano, presidente y fundador de la agencia de publicidad Maruri Grey Ecuador.  

## Trayectoria
Obtuvo el título de Economista en la Eastern Michigan University, realizó estudios en Comunicaciones en la Universidad de California en Berkeley y posee un título en Estudios Avanzados en Mercadeo en la Universidad de Harvard.  Recientemente culminó la Maestría en Administración de Negocios de la Escuela de Liderazgo Creativo de Berlín (Berlin School of Creative Leadership).
En 1991, junto a su padre, Jimmy Maruri, fundó la Agencia Maruri Publicidad (posteriormente Maruri GREY).  Maruri Grey ha sido galardonada como la "Agencia del Año"  en Ecuador en más de 10 ocasiones,  incluyendo los años 2013, 2014, 2015, 2017 y 2018.  En 2012 Maruri ganó el primer León de Cannes para Ecuador.
En 2017, solo 6 meses después de ser nombrado Presidente de la región, Grey fue galardonada como la Red Regional del Año de América Latina en el Festival Cannes Lions.  En 2018, con una destacada participación en el festival, Grey volvió a consagrase como la red del año en Cannes.  
Desde octubre de 2018, Eduardo Maruri es Presidente & CEO de Grey Europa, con base en Londres, Reino Unido.
Se lanzó como candidato presidencial por el partido izquierda democrática en el 2023 luego de que el presidente electo Guillermo Lasso decretará la muerte cruzada y se organizarán las nuevas elecciones para el término del periodo 2021-2025.

## Otros cargos
En el 2004 Eduardo Maruri ganó las elecciones para la Presidencia de la Cámara de Comercio de Guayaquil. En sus dos años de gestión el número de socios se duplicó, y el 90% de éstos, calificó su labor como excelente.
En el 2006 fue presidente de la Federación Nacional de Cámaras de Comercio del Ecuador, cargo para el cual fue votado por las 85 Cámaras de Comercio del país.
La revista “Líderes” lo calificó entre los empresarios más respetados del Ecuador y la revista “Latin Finance” lo resalta como el único ecuatoriano entre los 25 empresarios latinoamericanos aptos para asumir posiciones importantes en los próximos diez años.
Maruri fue vicepresidente del Partido Político Una Nueva Opción. En septiembre de 2007 fue elegido para integrar la Asamblea Nacional del Ecuador. En noviembre del mismo año, fue elegido Presidente de Barcelona Sporting Club. Bajo la dirección de Maruri, el equipo más popular del país estuvo al borde descender a la Serie B por primera vez en su historia.

## Otras actividades
- Director de la Junta Cívica de Guayaquil.[8]
- Director del Hospital de Niños León Becerra.
- Profesor de Mercadeo y Ventas en varias universidades.
- Director de la Corporación de Seguridad Ciudadana de Guayaquil.[9]
- Conferencista en Comunicaciones Políticas en la George Washington University.
- Seleccionado nacional de baseball.
- Campeón Nacional de triatlón y Ironman en el 2002.[10]